# August Göllerich (Politiker)
August Göllerich (* 2. Juli 1819 in Piacenza, Herzogtum Parma und Piacenza oder in Linz; † 23. August 1883 in Wels) war ein österreichischer Politiker. Er war von 1873 bis 1878 Abgeordneter des Österreichischen Abgeordnetenhauses und Mitglied im Fortschrittsklub.

## Leben
August Göllerich wurde als Sohn des Hauptmanns Josef Göllerich in Piacenza geboren. Er besuchte das Gymnasium in Udine und studierte ab 1838 Rechtswissenschaft an den Universitäten Graz und Wien. Er war ab 1841 als Konzeptspraktikant an der obersten Hofpostverwaltung in Wien beschäftigt und wechselte 1844 an das Fremdenbüro der Polizeidirektion Wien und Mailand. Nachdem er 1846 für den Staatsrat gearbeitet hatte, verließ er im Dezember 1848 den Staatsdienst und kaufte 1849 ein landwirtschaftliches Gut in Packenstein (Šmartno ob Paki). Später vergrößerte sich sein Grundbesitz durch Erbe einer Landwirtschaft in Untervogau (Vogau, Bezirk Leibnitz). Göllerich verkaufte seinen landwirtschaftlichen Besitz 1859 und trat im Jänner 1859 erneut in den Staatsdienst. Er wurde Konzeptsadjunkt an der Polizeidirektion Linz und war zwischen April und Juli 1859 der Polizeidirektion Mailand zugewiesen. Im Jahr 1860 wurde er Stadtsekretär der Stadt Wels, zudem war er ab 1861 auch Kanzleivorstand der zu diesem Zeitpunkt gegründeten Welser Sparkasse.
In Wels engagierte sich Göllerich auch in der Freiwilligen Feuerwehr, wo er zwischen 1868 und 1882 als Hauptmann aktiv war. Er war 1869 auch Mitbegründer des Zentralausschusses der oberösterreichischen Feuerwehren, dem er zwischen 1873 und 1883 auch als Obmann vorstand. Zudem fungierte Göllerich zwischen 1862 und 1883 als Obmann des Welser Turnvereins und war von 1866 bis 1876 Obmann des Männergesangsvereins Wels. Im Gesangswesen engagierte er sich zudem von 1864 bis 1883 als Obmann des Oberösterreichisch-Salzburgischen Sängerbunds, des Weiteren war er Obmann der Liedtafel und der Gesellschaft der Musikfreunde Wels.
Göllerich war ab 1861 auch publizistisch tätig und ab 1870 Redakteur des Welser Anzeigers. Im politischen Bereich war er von 1868 bis 1874 als Obmann des liberal-politischen Vereins in Wels und von 1874 bis 1878 als Obmann des liberalen Vereins für Österreich aktiv. Zudem war er von 1868 bis 1869 Obmann des Arbeiterbildungsvereins Wels. Göllerich gehörte von 20. August 1870 bis zu seinem Tod dem oberösterreichischen Landtag an, wobei er bis 1877 als Abgeordneter die Städte und Industrialorte des Wahlbezirks Grein und danach die Städte und Industrialorte des Wahlbezirks Kirchdorf vertrat. Des Weiteren war er zwischen 1882 und 1883 Mitglied des Landesausschusses. Am 4. April 1873 wurde er als Vertreter des Wahlkreises der Städte 2 (Freistadt, Leonfelden, Oberneukirchen etc.) Abgeordneter des Österreichischen Abgeordnetenhauses. Er legte sein Mandat am 28. April 1878 nieder, da ihn die Stadtvertretung Wels nicht weiter beurlauben wollte. Im Abgeordnetenhaus gehörte Göllerich dem Fortschrittsklub bzw. ab 1877 dem Neuen Fortschrittsklub an.
Göllerich war ab 1853 mit Marie Elisabeth Aloisia, geb. Nowotny (1818–1891) aus Wien verheiratet und wurde Vater zweier Töchter und eines Sohnes. Sein Sohn August machte sich als Pianist und Dirigent einen Namen, eine seiner Töchter heiratete Franz Holter.

## Auszeichnungen und Würdigung
- Ehrenmitglied der Feuerwehr Wels
- Ehrenbürger der Stadt Wels
- In Wels wurde die August Göllerich-Straße nach ihm benannt.[1]